# Purè
Il purè o purea è un alimento dalla consistenza cremosa, salato o dolce, ottenuto schiacciando un dato ingrediente e poi miscelando quest'ultimo con un diluente o con un addensante.

## Descrizione
Il purè si ottiene dapprima bollendo un qualsiasi ingrediente solido e in seguito schiacciandolo e miscelandolo con un diluente o un addensante, di solito brodo, acqua, latte, farina, fecola, besciamella o uova. A seconda dei casi, i purè possono fungere da contorno, come nel caso di quelli di patate, legumi e verdure, oppure essere usati come farce e mousse quando sono a base di carne o pesce. Esistono anche dei purè dolci come la salsa di mele. 
Essendo a base di sostanze nutritive e da non masticare, i purè vengono spesso indicati nell'alimentazione dei più piccoli.

## Etimologia
La parola deriva dal francese purée, derivata a sua volta dal francese antico purer (lett. "spremere (legumi)") e dal latino tardo purare (lett. "pulire, purificare").